# West Gilgo Beach
West Gilgo Beach es un área no incorporada (o conocidas como aldea) ubicada en el condado de Suffolk en el estado estadounidense de Nueva York. West Gilgo Beach se encuentra ubicada dentro del pueblo de Babylon.

## Geografía
West Gilgo Beach se encuentra ubicada en las coordenadas 40°36′44.05″N 73°25′6.75″O / 40.6122361, -73.4185417.